# エー・エル・シー
株式会社エー・エル・シーは、静岡県沼津市に本社を置く輸入車ディーラーである。同県のみならず、東京都・神奈川県にもディーラーを置く。
2024年2月、中古車の総合メガディーラー「ネクステージ」が全株を取得、同社の連結子会社となる。

## 取り扱い車種
- ジャガー
- ランドローバー
- MINI
- プジョー
- シトロエン
- DS AUTOMOBILES
- ハーレーダビッドソン
- フィアット
- アバルト
- アルファロメオ
- ジープ
- フェラーリ（静岡県内初のフェラーリ正規代理店となる）[1][2]
- BMW（2020年2月28日付けで、BMW正規ディーラー「モトーレン東洋」（サンオータス）運営の平塚市・厚木市の2店舗を譲受）

## 店舗
- 浜松市 - MINI浜松／MINI NEXT浜松、MINI浜松西、プジョー・シトロエン・DSサロン浜松
- 静岡市 - プジョー静岡（シトロエン静岡サービスポイント）、MINI静岡／MINI NEXT静岡、アルファロメオ静岡、ジープ静岡、オートスペチアーレ（フェラーリ）フィアット・アバルト静岡
- 富士市 - MINI NEXT富士
- 沼津市 - MINI沼津、フィアット・アバルト沼津、ジープ沼津、ハーレーダビッドソン沼津、BPセンター、プジョー・シトロエン沼津（DS沼津サービスポイント）、アルファロメオ指定サービス工場沼津
- 三島市 - ジャガー・ランドローバー三島、プレミアムギャラリー
- 小田原市 - MINI小田原／MINI NEXT小田原、BMW Premium Selection小田原
- 厚木市 - MINI厚木、フィアット・アバルト指定サービス工場厚木、アルファロメオ指定サービス工場厚木、プジョー・シトロエン厚木（DS厚木サービスポイント）、ジープ指定サービス工場厚木、BMW厚木・BMW Premium Selection厚木、BMW平塚